# Steen Thychosen
Steen Thychosen (ur. 22 września 1958 w Vejle) – duński piłkarz grający na pozycji napastnika.

## Kariera klubowa
Karierę piłkarską Thychosen rozpoczął w klubie Vejle BK. W 1976 roku zadebiutował w jego barwach w pierwszej lidze duńskiej. W 1977 roku zdobył z Vejle Puchar Danii, a w 1978 roku wywalczył z nim swoje pierwsze mistrzostwo kraju w karierze.
Latem 1978 roku Thychosen przeszedł do niemieckiej Borussii Mönchengladbach. 9 września 1978 zadebiutował w Bundeslidze w przegranym 0:2 wyjazdowym spotkaniu z Eintrachtem Frankfurt. W 1979 roku jako rezerwowy wywalczył z Borussią Puchar UEFA (nie grał w finałowych meczach ze Crveną Zvezdą). Natomiast w 1980 roku zagrał w finałowych meczach tego pucharu z Eintrachtem Frankfurt (3:2, 0:1). Przez trzy sezony rozegrał w Bundeslidze 27 meczów i zdobył 2 gole.
W 1981 roku Thychosen został piłkarzem RWD Molenbeek. Po dwóch sezonach gry w tym klubie wrócił do Danii, do Vejle BK. W 1984 roku został mistrzem Danii, a z 24 golami został królem strzelców ligi. Od 1984 do 1989 roku występował w szwajcarskim Lausanne Sports. W 1989 roku wrócił do Vejle, gdzie grał do końca swojej kariery (1994 rok). W barwach Vejle zdobył 101 goli w rozegranych 252 meczach.

## Kariera reprezentacyjna
W reprezentacji Danii Thychosen zadebiutował 8 czerwca 1984 roku w zremisowanym 1:1 towarzyskim meczu z Bułgarią. W 1984 roku został powołany przez selekcjonera Seppa Piontka do kadry na Euro 84. Tam był rezerwowym i nie rozegrał żadnego spotkania. Od 1984 do 1986 roku rozegrał w kadrze narodowej 2 mecze.